# Erich Lindstaedt
Erich Lindstaedt (* 5. November 1906 in Rixdorf bei Berlin; † 29. Februar 1952 in Hannover) war hauptamtlicher Funktionär der Arbeiterjugendbewegung in der Weimarer Republik, politischer Emigrant, 1. Bundesvorsitzender der SJD – Die Falken nach 1945 und stellvertretender Vorsitzender des Deutschen Bundesjugendringes.

## Leben und Tätigkeit

### Jugend und frühe Laufbahn
Lindstaedt wurde in Rixdorf bei Berlin (heute Berlin-Neukölln) geboren. Sein Vater starb früh, Lindstaedt musste schon als Jugendlicher finanziell selbstständig werden. Mit 14 Jahren trat er in eine kaufmännische Lehre ein. Er gründete eine Lehrlingsgruppe, die er in die organisierte Arbeiterjugendbewegung führte. Lindstaedt wurde Sekretär beim Hauptvorstand der Sozialistischen Arbeiterjugend (SAJ), zuständig für das Referat „Wandern“ (Vorsitzender war seit 1928 Erich Ollenhauer). Am 2. März 1930 wurde er zum Vorsitzenden der Berliner SAJ gewählt, verlor dieses Amt jedoch am 1. März 1931 in einer Kampfabstimmung gegen Erich Schmidt, den Vertreter der Linken, und ging dann als hauptamtlicher Sekretär zum Hamburger Arbeiterjugendbund.
Dennoch nahm Lindstaedt am „Berliner Jugendkonflikt“ zwischen dem linken SAJ-Vorstand in Berlin und dem SPD-Parteivorstand aktiven Anteil. Schmidt, der zu dieser Zeit bereits Mitglied der „Org.“, der späteren Gruppe Neu Beginnen war, bereitete die Berliner SAJ bereits 1932 auf eine Tätigkeit im Untergrund vor. Es wurde ein System konspirativ arbeitender Fünfergruppen geschaffen und nach dem 30. Januar 1933 die Arbeit des Verbandes auf konspirative Kommunikation umgestellt.
„Im März ließ die Berliner SAJ den herkömmlichen Gruppenbetrieb auslaufen, brachte ihre Gelder, immerhin 12.000 Reichsmark, in Sicherheit“
Parteivorstand und SAJ-Reichsleitung wollten die neuen Machthaber nicht provozieren und erzwangen die Rückgängigmachung dieser Schritte, insbesondere die Herausgabe der Finanzmittel. Über die Frage des Überganges in die Illegalität entscheide allein die Partei. Obwohl der Berliner Vorstand einlenkte, wurden Schmidt und sechs weitere SAJ-Funktionäre, u. a. Fritz Erler aus der Partei ausgeschlossen. Lindstaedt trug diese Linie aus Überzeugung mit. Am 5. April 1933 besetzte die Hitlerjugend (HJ) die Geschäftsstelle des Reichsausschusses der deutschen Jugendverbände, dem Vorläufer des Bundesjugendringes, am 22. Juni wurde dieser verboten. Wenige Monate später standen nun Lindstaedt und seine Hamburger Genossen vor demselben Problem wie zuvor die Berliner. Auch die Hamburger SAJ versuchte zunächst ihre Aktivitäten in der Illegalität fortzusetzen.

### Emigration
Nach dem Verbot der SAJ und der SPD schloss er sich einer Hamburger Widerstandsgruppe an, wurde aber noch 1933 von den Nazis verhaftet und einige Monate inhaftiert, entzog sich einer zweiten Verhaftung durch die Flucht in die Tschechoslowakei. Dort war er unter dem Namen Erich Ernst im Sozialistischen Jugendverband der deutschen Minderheit als Sekretär tätig. Er unterhielt Kontakte zu illegalen Arbeiterjugendgruppen in Nazideutschland und wurde Jugendsekretär in Karlsbad sowie Redakteur der Zeitschrift „Junges Volk“. Nach dem Münchner Abkommen vom Herbst 1938 musste er die Tschechoslowakei verlassen und ging ins schwedische Exil nach Malmö, wo er als Hilfsarbeiter und Aushilfskraft in einer Konditorei von Gelegenheitsarbeiten lebte. Er nahm Verbindungen zum schwedischen Sozialistischen Jugendverband SSU auf und bemühte sich um Kontakt zur Untergrundtätigkeit in Deutschland. Während seines Exils war Lindstaedt Mitglied der SoPaDe und der Gewerkschaftsgruppe.
Von den deutschen Polizeiorganen wurde er derweil als Staatsfeind eingestuft: Das Reichssicherheitshauptamt – das ihn irrtümlich in Großbritannien vermutete – setzte ihn im Frühjahr 1940 auf die Sonderfahndungsliste G.B., ein Verzeichnis von Personen, die im Falle einer erfolgreichen Invasion und Besetzung der britischen Insel durch die Wehrmacht von Sonderkommandos der SS, die den Besatzungstruppen nachfolgen sollten, mit besonderer Priorität ausfindig gemacht und verhaftet werden sollten.

## Wirken nach 1945
Auf die Bitte seines Freundes Erich Ollenhauer kehrte er nach Deutschland zurück. Im Mai 1946 übernahm er die Leitung des Zentralsekretariates der neuen sozialdemokratischen Jugendbewegung in Hannover. In den Folgejahren vermittelte er die Unterstützung des Neuaufbaus der Sozialistischen Jugend in Deutschland durch den Schwedischen Sozialistischen Jugendverband SSU und ebnete ihr den Weg zur Aufnahme in die Sozialistische Jugendinternationale IUSY. Die Sozialistische Jugendbewegung Deutschlands – Die Falken war die Fortsetzung der Weimarer Reichsarbeitsgemeinschaft der Kinderfreunde und der SAJ. Lindstaedt und der frühere Kinderfreunde-Funktionär Hans Weinberger aus München wurden auf der 1. Verbandskonferenz an 7./8. April 1947 in Bad Homburg zu gleichberechtigten Vorsitzenden des Verbandes gewählt. Wie Erich Lindstaedt stolz anmerkte, waren die Falken die erste der neugegründeten oder wiedererstandenen Jugendbewegungen, die sich in demokratischen Wahlen durch Delegierte, die die Mitglieder repräsentierten, einen Gesamtvorstand wählte. Konzeptionell setzte sich Lindstaedt als Vertreter der jugendpolitisch geprägten früheren SAJ gegen den jugendbewegten Weinberger durch. Lindstaedt betrachtete neben der pädagogischen Arbeit in Kinder- und Jugendgruppen und den großen Sommerzeltlagern die Interessenvertretung von Kindern und Jugendlichen im vorparlamentarischen Raum als ein zentrales Arbeitsfeld seines Verbandes. Weinberger schwebte dagegen eine politikferne sozialistische Erziehungsorganisation vor. Auch hinsichtlich des Aufbaus der Organisation setzte sich Lindstaedt gegen Weinberger durch, der von Bayern aus eine dezentrale Organisation mit starken Landesverbänden anstrebte. Auf der Zentralkonferenz der Falken in Herne 1948 wurde Lindstaedt zum alleinigen 1. Vorsitzenden gewählt.
Bereits im Vorfeld und dann bei der Gründung des Bundesjugendringes (DBJR) war er aktiv beteiligt. Als dieser sich im Oktober 1949 auf seiner Gründungsversammlung in Altenberg eine parteipolitisch ausgewogene Führung gab, wurde Josef Rommerskirchen vom Bund der Deutschen Katholischen Jugend (BDKJ) 1. Vorsitzender und Lindtstaedt sein Stellvertreter. Diesen Posten behielt er bis zu seinem frühen Tode 1952 inne.
Während des Arbeiterjugendtages in Hamburg 1951 musste er unerwartet in ein Krankenhaus eingeliefert werden. Bereits ein gutes halbes Jahr später starb er im Josephstift in Hannover-Linden. Er liegt in Hannover-Ricklingen begraben. Kurz nach seinem Tod zog der Bundesvorstand der Falken nach Bonn; neuer Bundesvorsitzender wurde der aus Berlin stammende Heinz Westphal, der politisch die Linie Lindstaedts fortsetzte.
Die Landeshauptstadt Hannover hat den Erich-Lindstaedt-Hof in Hannover-Wettbergen nach ihm benannt, im Herbst 2012 wird der Rat der Stadt über die Widmung des Grabes als städtisches Ehrengrab entscheiden.

## Schriften
- Mit Hordentopf und Rucksack. Verlag Schaffende Jugend, Bonn 1951
- Mit uns zieht die neue Zeit. Ein Beitrag zur Geschichte der deutschen Arbeiterjugendbewegung. Verlag Schaffende Jugend, Bonn 1954